# Stella Capella
HMS Stella Capella war ein britischer Fischtrawler, der im Zweiten Weltkrieg zu einem Hilfskriegsschiff umgerüstet und als U-Boot-Jäger eingesetzt wurde. Der Kutter wurde im August 1937 auf der Werft von Cook, Welton & Gemmill in Beverley (Yorkshire) unter dem ursprünglichen Namen Admiral Hawke fertiggestellt und diente in der Folgezeit bei der Fischereigesellschaft C. H. Smith & Co. Ltd. in Kingston upon Hull. Im Juli 1939 in Stella Capella umbenannt, wurde der Trawler nach dem Kriegsausbruch im September 1939 von der britischen Admiralität requiriert und in einen behelfsmäßigen U-Boot-Jäger umgebaut. Das kleine Kriegsschiff erhielt die Kennung FY-107 und war mit einem 102-mm-Geschütz, zwei 20-mm-Flak und einer Vorrichtung zum Abrollen von Wasserbomben am Heck bewaffnet.

## Kriegseinsätze und Verlust
Nach dem Kriegsausbruch wurde das 507 BRT große Schiff zunächst in den britischen Heimatgewässern eingesetzt. Ab Frühjahr 1942, nach dem Beginn der deutschen U-Boot-Offensive gegen die amerikanische Ostküste (Unternehmen Paukenschlag), patrouillierte der U-Boot-Jäger dann im Seegebiet um Island und wurde zur 41. U-Jagd-Gruppe detachiert, die auf Island stationiert war.
Während einer dieser Wachmissionen wurde der Trawler in den frühen Morgenstunden des 11. März 1942 südöstlich von Island von dem deutschen U-Boot U 701 unter dem Kommando von Kapitänleutnant Horst Degen, welches auf dem Weg zur amerikanischen Ostküste war, gesichtet und mit zwei Torpedos angegriffen. Die Attacke erfolgte gegen 2:10 Uhr und kam für die Besatzung des Trawlers völlig unerwartet. Das U-Boot hatte das Kriegsschiff zuvor bereits fast eine Stunde lang beobachtet. Einer der Torpedos traf die Stella Capella um 2:11 Uhr ins Achterschiff. Durch den Treffer wurden auch die mitgeführten Wasserbomben des U-Boot-Jägers zur Explosion gebracht, weswegen der Kutter fast völlig auseinandergerissen wurde. Das Schiff sank (Lage) innerhalb von zwei Minuten und nahm die gesamte Besatzung mit in die Tiefe. Insgesamt fanden bei der Versenkung 33 britische Seeleute den Tod, darunter auch der Kommandant der Stella Capella, Lieutenant Walter L. Sadgrove.